# Imprimerie de Boulaq

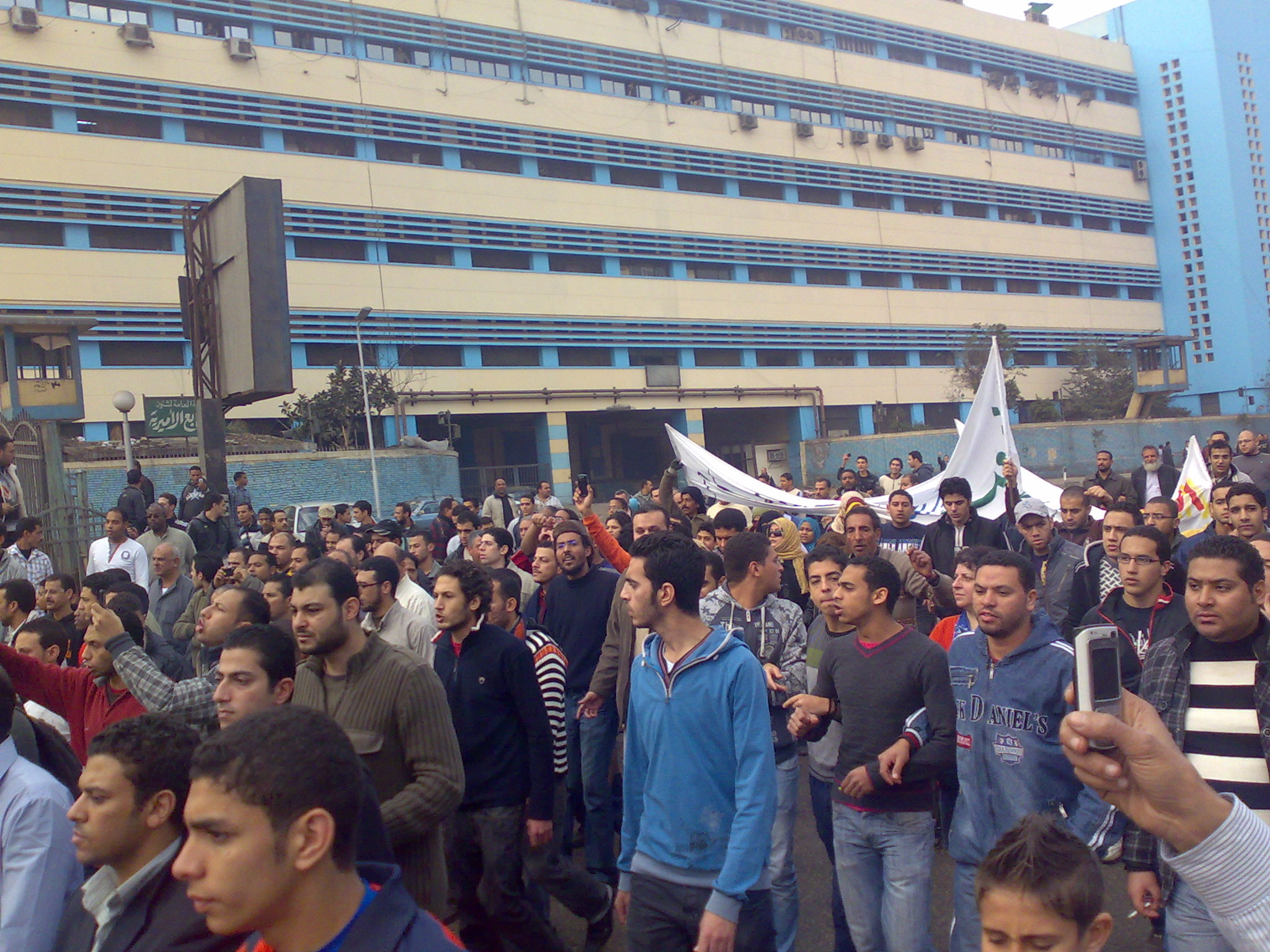
L’une des marches de la révolution égyptienne de 2011 devant l’Autorité de la presse Amiria à Imbaba.

L’imprimerie al-Amiria (en arabe : المطابع الأميرية, al-maṭabiʿa al-amiriä), aussi appelée imprimerie de Boulaq, est une imprimerie égyptienne créée par Méhémet Ali en 1820. Elle publie son premier livre en 1822.